# UN-Sonderberichterstatter für das Menschenrecht auf angemessenes Wohnen
Die Stelle des Sonderberichterstatters zum Recht auf angemessenen Wohnraum (englisch Special Rapporteur on adequate housing) wurde geschaffen, da das Recht auf Schutz, Sicherheit und Achtung der Wohnung ein Menschenrecht ist. Dazu gehört auch das Recht auf Schutz vor Vertreibung, das Recht in seinem Kulturkreis zu leben, Zugang zu Dienstleistungen, Schulen und Beschäftigung zu haben.

## Das UN-Mandat
Die UN-Menschenrechtskommission schuf diese Stelle am 17. April 2000 mittels einer Resolution, in der auch der Auftrag definiert wurde. Dieses UN-Mandat ist auf drei Jahre befristet und wird regelmäßig verlängert. Nachdem die UN-Menschenrechtskommission im Jahr 2006 durch den UN-Menschenrechtsrat ersetzt wurde, ist dieser nun zuständig und übt die Aufsicht aus. Die letzte Verlängerung des Mandates erfolgte am 11. April 2017.

## Status
Der Sonderberichterstatter ist kein Mitarbeiter der Vereinten Nationen, sondern wird vom UN-Menschenrechtsrat mit einem persönlichen Mandat beauftragt.
Dazu erließ der UN-Menschenrechtsrat einen Verhaltenskodex. Der unabhängige Status des Mandatsträgers ist für die unparteiische Wahrnehmung seiner Aufgaben entscheidend. Die Amtszeit eines Mandats ist auf maximal zweimal drei Jahre begrenzt.
Er erstellt thematische Studien und erarbeitet Leitlinien zur Verbesserung der Menschenrechte. Der Sonderbeauftragte macht auf Einladung von Staaten Länderbesuche und kann in beratender Funktion Empfehlungen abgeben. Er prüft Mitteilungen und unterbreitet den Staaten Vorschläge, wie sie allfällige Missstände beheben können. Er macht auch Anschlussverfahren in welchen er die Umsetzung der Empfehlungen prüft. Dazu erstellt er Jahresberichte an den UN-Menschenrechtsrat.

## Amtsträger
- Miloon Kothari  Indien (2002–2008)
- Raquel Rolnik  Brasilien (2008–2014)
- Leilani Farha  Kanada (2014–2020)[14]
- Balakrishnan Rajagopal  Vereinigte Staaten (2020–)